# Syncom 2
Syncom 2 (ang. synchronous communication satellite) – eksperymentalny satelita telekomunikacyjny zawieszony nad południkiem 55° W; pierwszy satelita geosynchroniczny. Okres jego orbity wynosił 24 godziny – statek znajdował się mniej więcej nad tym samym południkiem geograficznym przez cały czas – jednak była ona nachylona pod kątem 33° do równika, więc nie był rzeczywistym satelitą geostacjonarnym. Pracę rozpoczął 16 sierpnia. Zademonstrował możliwość komunikacji poprzez satelity geosynchroniczne – transmitował połączenia głosowe, teleksowe i faksowe między stacją naziemną Lakehurst, a okrętem USNS „Kingsport” znajdującym się u wybrzeży Nigerii. Ponadto przesyłał sygnał telewizyjny między Lakehurst a stacją naziemną w Andover. 

## Opis misji

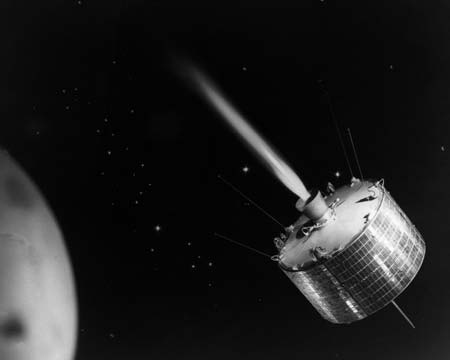
Wizja artystyczna satelity Syncom 2 na orbicie

Syncom 2 został wystrzelony rakietą na orbitę przejściową o parametrach: perygeum 215 km, apogeum  36 500 km. Po 4,5 godzinach silnik dodatkowy umieścił go na orbicie niemal kołowej o parametrach 34 100 × 36 440 km. Na skutek niezupełnie kołowej orbity satelita posuwał się z dryfem 7,5°/dobę w kierunku wschodnim. Następnie 27 lipca, w 24 godziny po poprzedniej korekcie znowu podwyższono orbitę i zmieniono dryf na 4,5°/dobę w kierunku zachodnim, w stronę pożądanego południka 55°. Trzecia korekta przeprowadzona 31 lipca obróciła satelitę w ten sposób, by antena stale była zwrócona w stronę Ziemi i by ruch w kierunku zachodnim wobec powierzchni Ziemi zwiększył się do 7° dziennie. Dwa tygodnie później, 16 sierpnia, silniczki azotowe zniwelowały dryf orbitalny i nadały statkowi odpowiednie położenie. 1 stycznia 1965 kontrola nad satelitą została przekazana Departamentowi Obrony USA.
Ostatnia znana pozycja (19 lipca 1995): 68,47°E, dryf 0,089°W/dobę.

## Budowa i działanie
Skonstruowany przez Hughes Space and Communications Syncom 1 miał kształt walca o wymiarach 71 x 39 cm (64 cm wraz z dyszą). Ze spodu cylindra wystawała dysza silnika satelity (ciąg 1000 funtów). Ze szczytu zaś wystawała antena do łączności z Ziemią. Cała boczna powierzchnia satelity pokryta była przez 3840 krzemowych ogniw słonecznych, dających moc 29 W. Ogniwa te ładowały akumulatory niklowo-kadmowe. Centralną część kadłuba zajmował silnik i zbiorniki paliwa; wokół nich rozmieszczono dwa zbiorniki nadtlenku wodoru (dla 2 silniczków kontrolujących pozycję satelity) i dwa zbiornik azotu (dla 2 silniczków kontrolujących ruch obrotowy statku).
Syncom 2 posiadał podwójny aktywny przekaźnik zaprojektowany do przekazu pojedynczej dwukierunkowej rozmowy telefonicznej lub 16 jednokierunkowych kanałów teleksowych. Podwójny nadajnik miał moc 2 W. Wybór nadajnika i odbiornika dokonywany był poleceniem z Ziemi. Jeden z odbiorników posiadał pasmo o szerokości 13 MHz (do transmisji sygnału TV), a drugi 5 MHz. Dipolowa antena odbiornika miała zysk 2 dB. Sygnały były odbierane na dwóch częstotliwościach w pobliżu częstotliwości 7,36 GHz i retransmitowane na częstotliwości 1,815 GHz, poprzez kierunkową antenę dipolową. Cztery anteny biczowe służyły nadawaniu telemetrii i odbieraniu komend z Ziemi.